# Стадіон ГКС Катовиці
Стадіон «ГКС Катовиці» — футбольний стадіон у культурному рекреаційному парку Сілезії в місті Хо́жові (на межі з Катовицями) в Польщі. Споруджений у 1955 році. Домашня арена для ГКС Катовиці. Окрім цього кілька разів приймав виступи національної футбольної збірної Польщі. Вміщує 6 710 відвідувачів. Найближчим часом планується його реконструкція.